# 짐 라이스
제임스 에드워드 라이스(James Edward Rice, 1953년 3월 8일 ~ )는 보스턴 레드삭스에 속해 있었던 영구 결번 선수이다.